# Panavia Tornado
Panavia Tornado (Панавиа Торнадо) е двуместен реактивен многоцелеви боен самолет, проектиран и произвеждан от Германия, Великобритания и Италия, обединени в консорциума Panavia Aircraft GmbH. Разработен е в началото на 1970-те г. по разпространената тогава схема с използване на изменяема геометрия на крилото.

## История на проекта
Историята на машината и проекта датира още от средата на 1960-те години, когато Англия и Франция (фирмите British Aircraft Corporation и Dassault Aviation) обединяват усилията си за създаването на изтребител-бомбардировач с изменяема геометрия на крилото по проект, наречен AFVG (на английски: Anglo French Variable Geometry – Англо-френски [самолет с] изменяема геометрия). Този проект не е осъществен, поради оттеглянето на Франция от програмата, дължащо се, от една страна, на разногласията между партньорите и на умишлено предизвикваните спънки от френското правителство, от друга. Французите започват работа по конструирането на собствен изтребител-прехващач по същата схема (Mirage G), а англичните продължават работата по проекта, преименуван на UKVG (United Kingdom Variable Geometry), като търсят нови партньори. Такъв партньор е намерен в лицето на германската фирма MBB, разработваща в същото време проект за лек изтребител-бомбардировач NKF (на немски: Nene Kampf Flugzeug – лек, малък боен самолет). На 30 ноември 1967 г. между двете фирми е подписано предварително споразумение за съвместна работа.
Малко по-късно, през януари 1968 г., Германия предлага NKF на търсещите наследник на F-104 Starfighter Италия, Холандия и Белгия; през юли се присъединява и Великобритания, а с нея и Канада, която също проявява интерес към разработката. На 25 юли 1968 г. се подписва споразумение за сътрудничество по проект за многоцелеви боен самолет MRA-75 (Multi Role Aircraft for 1975 – Многоцелеви самолет за 1975 г.). Но скоро след това Белгия и Холандия се оттеглят от проекта (не без намесата и силното лоби на General Dynamics), избирайки американския F-16 (произвеждан от същата General Dynamics). Последва ги и Канада, аргументирайки се, че ѝ е нужен изтребител-прехващач.
Останалите Германия, Великобритания и Италия (в лицето на фирмите BAC, MBB и FIAT) подписват на 14 март 1969 г. в Мюнхен окончателно споразумение за работа по проекта, вече наречен MRCA (Multi Role Combat Aircraft). На тази среща са уточнени и основните задачи, които трябва да може да изпълнява новия самолет:
- близка въздушна поддръжка на войските на бойното поле и изолиране на района на бойните действия.
- завоюване на превъзходство във въздуха
- прехват на въздушни цели
- нанасяне на удари по надводни цели
- водене на въздушно разузнаване

Избрана е конфигурацията за машина с високоразположено крило с изменяема геометрия, странични регулируеми въздухозаборници и два двигателя Turbo Union RB.199. Тези двигатели се произвеждат също от международен консорциум, сформиран в рамките на програмата. Консорциумът се нарича Turbo Union и включва фирмите Rolls-Royce (с 40% участие), немската MTU Aero Engines (40%) и FIAT (20%); създаден е през юни 1970 г. Но преди неговото създаване на 26 март BAC, MBB и FIAT създават консорциума Panavia Aircraft GmbH за разработка и производство на новия самолет, като към участие в проекта са привлечени и още около 30 по-малки фирми.

## Разработка
През декември 1969 г. започва разработката на два варианта на машината – едноместния Panavia 100 и двуместния Panavia 200. Но след три месеца – през март 1970, – работата по едноместния вариант е прекратена. Това е продиктувано от много високата стойност на едновременно разработваните проекти и от факта, че двуместния вариант е по-пригодим за действие при наличието на силна ПВО, с каквато се очаква евентуален сблъсък във времето на Студената война. Приблизително по това време самолетът получава името „Tornado“ (официално го получава през 1976 г.).
След продължителни разногласия относно количеството на прототипите и провеждането на изпитанията, което малко забавя програмата, е взето решение за построяването на три изпитателни центъра – по един във Великобритания, Германия и Италия, и девет прототипа – съответно 4 за Англия, 3 за ФРГ и 2 за Италия.
Първият прототип (Р.01) е произведен в Германия и излита на 14 август 1974 г. от пистата в изпитателния център Манчинг, Бавария, пилотиран от международен екипаж – англичанинът Пол Милът и германецът Нилс Майстер. На 30 октомври 1974 г. от изпитателния център Уортън излита и първият английски прототип (Р.02), отново с международен екипаж – Пол Милът и италианецът Пиетро Тревизан. Първият италиански прототип, Р.05, излита на 5 декември 1975 г. с италиански екипаж. Това е общо петият прототип от програмата, преди него летят третият (английски) и четвъртият (немски) прототипи на Tornado. Последният, девети прототип, също е италиански и излита на 5 февруари 1977 г. Изпитанията преминават сравнително гладко, въпреки че са загубени две машини, една английска и една немска, като екипажите загиват. Построен е и един десети прототип (Р.10), но той не лети, а е използван за статични изпитания на земята.

## Производство
След прототипите са построени шест предсерийни самолета – три немски, два английски и един италиански, като по-късно са преоборудвани до стандарта на серийните. Самото серийно производство започва през 1979 г., като първите машини на RAF и Луфтвафе са получени в средата на 1980-те години. Италианските ВВС получват първите си Tornado през 1981 г. Общо са произведени 992 самолета.

## Основни модификации
Panavia Tornado се произвежда в три основни варианта – Tornado IDS, Tornado ADV, Tornado ECR, като базовия е Tornado IDS. Останалите се различават от него главно по бордовото оборудване.

### Tornado IDS
Изтребител-бомбардировач (IDS – Interdiction strike, възпиращ удар), това е базовият вариант на самолета. В Англия обозначението на този вариант е Tornado GR Mk.1/4 или както често се среща Tornado GR1/GR4. Изпълнен е по класическата аеродинамична схема, крилото е високоразположено с изменяема в полет геометрия, вертиклният стабилизатор е един, а хоризонталнитее са целоподвижни. Неподвижните части на крилото са със стреловидност 60°, а стреловидността на подвижните може да се променя в диапазона 25° – 67°. Въздухозаборниците с два, регулируеми с правоъгълно сечение и са разположени от двете страни на тялото. Двигателите са турбореактивни Turbo Union RB.199 – 34 с реверс на тягата. Първите две партиди са с двигатели RB.199 – 34 Мк.101 с тяга 4100 kgf, а от третата партида нататък – с RB.199 – 34 Мк.103 с тяга на форсаж 7675 kgf. Самолетите са с напълно съвременно за времето си радиоелектронно и пилотажно-навигационно оборудване, което непрекъснато се модернизира в съответствие с новите изисквания. Въоръжението на изтребител-бомбардировача е много разнообразно и е специфично за държавата-оператор на самолета. Вграденото въоръжение се състои от две 27-mm авиационни оръдия Mauser BK-27, а бойният товар се окачва на седем възела – три под тялото и четири под крилата. Английските самолети носят стандартните за НАТО свободнопадащи бомби с калибър 227 – 454 kg, управляемите Paveway II, бомбовите касети BL-755 и JP-233; ракетите въздух-земя AGM-65 Maverick, Brimstone missile; съвременните крилати ракети Storm Shadow и Taurus KEPD 350; противокорабни ракети Sea Eagle, противорадиолокационни (антирадарни) ракети ALARM; както и ракети въздух-въздух AIM-9L Sidewinder, IRIS-T или AIM-132 ASRAAM. Немските и италианските Tornado носят свободнопадащите бомби на НАТО със същия калибър, бомбови касети MW-1, противорадиолокационни ракети AGM-88 HARM, противокорабни ракети AS.34 Kormoran и ракети въздух-въздух AIM-9 Sidewinder.
Освен това всички Tornado IDS могат да използват окачваеми контейнери за РЕП от най-различен вид, като и тук различията са основно на база на националността на самолета.

### Tornado ADV
Изтребител-прехващач (ADV – Air Defence Variant; британското обозначение на тази модификация е Tornado F2). Разработен е през втората половина на 1970-г от ВАС на базата на Tornado GR Mk.1. Тялото е удължено с 1,36 м, поставени са модернизирани двигатели RB.199 – 34 Мк.103 с увеличена мощност, както и допълнителен горивен резервоар с вместимост 910 л; радиоелектронното оборудване е променено с оглед на новите задачи като прехващач. Новата РЛС (тип AI.24 Foxhunter) е по-тежка и това, както и добавеният горивен резервоар, влошават маневрените характеристики на машината, което довежда до промяната на стреловидността по предния ръб на неподвижната част на крилото от 60° на 68°. На този вариант е монтирана щанга-приемник за дозареждане с гориво във въздуха, намираща се в лявата предна част на тялото, което налага премахването на едното оръдие. Освен вграденото 27-mm оръдие, основното въоръжение на самолета са 4 ракети въздух-въздух със среден обсег Skyflash (британски вариант на американската AIM-7 Sparrow).
През втората половина 1980-те г. (първи полет 20 ноември 1985 г.) се появява модернизираният Tornado F3. Новата модификация е с по-мощните на форсаж и по-икономични двигатели RB.199 – 34 Мк.104, а в номенклатурата на въоръжението е включена и ракетата AIM-9 Sidewinder.

### Tornado ECR
Германска модификация за разузнаване и водене на радиоелектронна борба (ECR – Electronic Combat and Reconnaissance), предложена от фирмата МВВ през 1984 г. Полетните изпитания започват през 1985 г., а първият самолет е доставен на Луфтвафе на 21 май 1990 г. Двигателите са RB.199 – 34 Мк.105 (с 10% увеличена мощност в сравнение с RB.199 – 34 Мк.103), а електронното оборудване на самолета е променено в съответствие с новите задачи, като машината запазва напълно възможностите си за борба с надземни и надводни цели. Основното въоръжение са противорадиолокационните ракети AGM-88 HARM.

## Тактико–технически характеристики
|                                           | Tornado IDS                       | Tornado ADV                      | Tornado ECR                       |
| ----------------------------------------- | --------------------------------- | -------------------------------- | --------------------------------- |
| Дължина, м                                | 16.72                             | 18.68                            | 16.75                             |
| Височина, м                               | 5.95                              | 5.95                             | 5.95                              |
| Размах на крилете, м минимален максимален | 13.92                             | 8.60 13.91                       | 13.91                             |
| Площ на крилете, м2                       | 31.00                             | 26.60 (при ъгъл 25°)             | 31.00                             |
| Маса, кг празен максимална полетна        | 14 090 27 950                     | 13 600 27 210                    | 14 500 27 300                     |
| Двигател                                  | 2 х Turbo-Union RB.199-34R Mk.101 | 2 x Turbo-union RB199-34R Mk.103 | 2 x Turbo-Union RB.199-34R Mk.105 |
| Максимална скорост, км/ч                  | 2338 (М = 2.20)                   | 2333                             | 2300                              |
| Боен радиус на действие, км               | 1390                              | 540 – 1355                       | 1210                              |
| Скороподемност, м/мин                     | 4572                              | —                                | —                                 |
| Практически таван на полета, м            | 15 240                            |                                  | 15 000                            |
| Макс. експлоатационно претоварване, g     | 7.5                               | 7.5                              | 7.5                               |

## Оператори
- Великобритания
- Германия
- Италия
- Саудитска Арабия

Към самолета има проявен интерес и от страна на Оман и Йордания, но сделките не са осъществени.